# Dong Zhongshu
Dong Zhongshu (ur. ok. 179 p.n.e., zm. 104 p.n.e.) – uczony z czasów dynastii Han, tradycyjnie uważany za promotora konfucjanizmu jako oficjalnej ideologii państwowej w Chinach. 

## Życiorys
Karierę rozpoczął za rządów cesarza Jinga, a za rządów jego następcy Wudi osiągnął wysoką pozycję, choć jego stosunki z władcą nie były najlepsze. Z tego powodu trafił do lochu i groziła mu śmierć, bo jego pisma uznano za wywrotowe. Dong przepowiadał m.in. upadek cesarza, którego miał zastąpić konfucjański mędrzec. Do tego motywu odwołał się później Wang Mang.
Dong Zhongshu próbował połączyć konfucjańską etykę z kosmologią yin i yang. Uważał, że istnienie pięciu elementów i ich wzajemne oddziaływanie wywiera wpływ na to, co dzieje się w świecie. Podkreślał rolę Kroniki Wiosen i Jesieni, jako źródła prawd politycznych i metafizycznych, starając się odnaleźć w tekście ukryte przesłanie. Wprowadził do konfucjanizmu na szeroką skalę zastosowanie astrologii, odczytywanie zjawisk przyrody jako pomyślnych lub niepomyślnych dla władcy bądź całej dynastii.